# الکساندر فیلیمنوو
الکساندر فیلیمنوو (روسی: Александр Владимирович Филимонов؛ زادهٔ ۱۵ اکتبر ۱۹۷۳) یک بازیکن فوتبال اهل روسیه است.
وی همچنین در تیم ملی فوتبال روسیه بازی کرده‌است.